# Integra Air

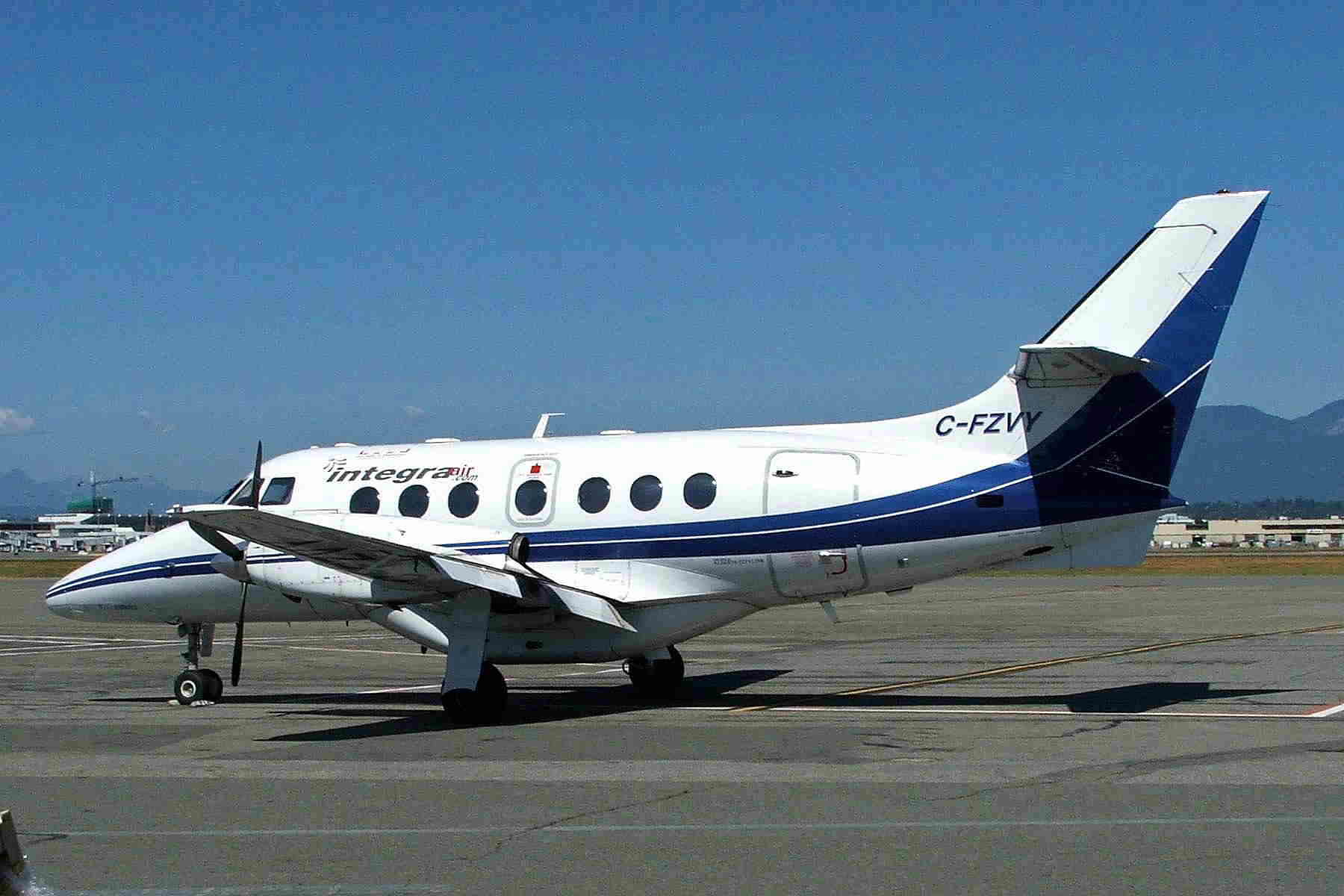
En Jetstream J-32 tillhörande Integra Air

Integra Air var ett kanadensiskt flygbolag. Det flög från Edmonton International Airport till Lethbridge Airport och Medicine Hat Airport samt från Calgary International Airport till Dawson Creek Airport och Bonnyville Airport.
Integra Air började flyga till Bonnyville Airport år 2015 som första kommersiella flygbolag.
Flygbolaget avbröt all verksamhet den 31 augusti 2018.